# Pyrrhocoris
Pyrrhocoris (лат.) — род наземных клопов семейства красноклопов. В род включают 5—6 видов. Самый известный из них — клоп-солдатик. Многие аспекты его биологии хорошо изучены.

## Виды
Род включает следующие виды:
- Клоп-солдатик (Pyrrhocoris apterus)
- Pyrrhocoris fuscopunctatus
- Пиррокорис окаймлённый (Pyrrhocoris marginatus)
- Pyrrhocoris sibiricus
- Pyrrhocoris sinuaticollis